# Darsing Dahathum
Darsing Dahathum – gaun wikas samiti w zachodniej części Nepalu w strefie Gandaki w dystrykcie Syangja. Według nepalskiego spisu powszechnego z 2001 roku liczył on 1360 gospodarstw domowych i 6257 mieszkańców (3404 kobiet i 2853 mężczyzn).